# Дембова (Підкарпатське воєводство)
Дембова (пол. Dębowa) — село в Польщі, у гміні Йодлова Дембицького повіту Підкарпатського воєводства.
Населення — 539 осіб (2011).
У 1975-1998 роках село належало до Тарновського воєводства.

## Демографія
Демографічна структура станом на 31 березня 2011 року:
|          | Загалом | Допрацездатний вік | Працездатний вік | Постпрацездатний вік |
| -------- | ------- | ------------------ | ---------------- | -------------------- |
| Чоловіки | 271     | 62                 | 167              | 42                   |
| Жінки    | 268     | 64                 | 136              | 68                   |
| Разом    | 539     | 126                | 303              | 110                  |